# Strafe
Strafe (estilizado como STRAFE) es un videojuego de disparos en primera persona desarrollado por Pixel Titans y publicado por Devolver Digital. El juego es un homenaje  a   los videojuegos de disparos en primera persona de la década de 1990 como Doom y Quake,  anunciados con "gráficos y jugabilidad de vanguardia", citando el año 1996. Fue lanzado en todo el mundo el 9 de mayo de 2017. 

## Etapas del juego
Strafe es un videojuego de disparos en primera persona con elementos roguelike.  Hay cuatro etapas que contienen 2 o 3 niveles cada una (según el modo de juego), todas las cuales se generan de forma semiprocedimiento. Al cargar en cada zona, el mapa se genera extrayendo un conjunto de habitaciones de un grupo y organizándolas al azar. Los enemigos, las mejoras y los comerciantes, entre otros activos, también se asignan al azar y se colocan dentro de la zona. Al morir, las mejoras se perderán y los niveles se reorganizarán una vez más, pero el jugador podrá acceder a los teletransportadores a las etapas desbloqueadas desde la nave espacial central. La cuarta etapa presenta un nivel de jefe adicional que no se genera por procedimientos.

## El juego
Desde la nave espacial central, el jugador elige un arma principal al comienzo de cada carrera, desde una escopeta, una ametralladora o un cañón de riel. Cada arma tiene un método de disparo primario y secundario, con elementos de encendido que permiten que el arma se vuelva mucho más poderosa. Se puede recoger una variedad de armas dentro de los niveles cuando se cayó de enemigos, que generalmente tienen munición limitada y se pueden arrojar cuando se vacía para daños adicionales. Aparecen comerciantes, de quienes el jugador puede comprar actualizaciones.
El juego presenta un sistema dinámico de salpicaduras de sangre. Los efectos ambientales, como el ácido y el fuego que aparecen de los enemigos o la destrucción de objetos, son un obstáculo adicional y agregan profundidad al juego, donde los charcos de ácido dañinos pueden anularse cubriéndolos con la sangre de los enemigos. Los enemigos van desde zombis hasta robots y extraterrestres.
Los jugadores son recompensados por jugar la campaña con tokens que se pueden usar para desbloquear 25 "modificadores" que se pueden activar al comienzo de una carrera para alterar significativamente el juego. Por ejemplo, reemplazando todas las armas en el juego con lanzacohetes, o codificando la ubicación de los tipos de enemigos fuera de sus etapas habituales. Además de la campaña principal, hay modos de juego alternativos: MURDER ZONE (modo de supervivencia), STRAFE ZONE (desafío diario de habilidad) y SPEED ZONE (desafío semanal de velocidad). 

## Trama
El personaje del jugador sin nombre es un "scrapper", un explorador espacial que recolecta materiales para usarlos como moneda. Un grupo desconocido los envía en una misión de búsqueda a un barco conocido como Icarus en los confines del universo conocido. Sin embargo, una vez que el jugador llega a Icarus, descubre que algo a bordo salió mal y debe combatir una amenaza alienígena mortal.

## Desarrollo
El juego tuvo una exitosa campaña de crowdfunding, alcanzando $ 207,000 de un gol de $ 185,000 en Kickstarter. El video de la campaña de Kickstarter parodia los comerciales de videojuegos más altos de la década de 1990. El video fue bien recibido, el diseñador del juego, Thom Glunt, atribuye su éxito a su experiencia en la producción de comerciales y videos. Aunque el video fue humorístico, Glunt enfatiza que Strafe no es un juego de comedia, "es un juego de acción directo y directo". Strafe se presentó en la Conferencia de Desarrolladores de Juegos de 2015 con una demostración jugable.
El desarrollo de Strafe continuó después del lanzamiento oficial del juego con varias actualizaciones importantes. Millennium Edition se lanzó el 2 de octubre de 2017 y agregó mutadores, modos de desafío, la capacidad de guardar carreras y contenido de campaña adicional. La Gold Edition se lanzó el 9 de mayo de 2020 y agregó un modo New Game Plus, así como una larga lista de correcciones de errores, ajustes de equilibrio y optimizaciones.

## Recepción
Strafe recibió críticas "mixtas o promedio" de los críticos, según el agregador de reseñas Metacritic.
GamesPot otorgó a Strafe un puntaje de 8 de cada 10, diciendo que "Strafe lleva sus influencias en su manga, pero se encuentra solo como un tirador divertido, intenso y rápido con un encanto distinguido "